# Nicomède (mathématicien)
Pour les articles homonymes, voir Nicomède.
Nicomède (env. -280 – env. -210) était un mathématicien de la Grèce antique.

## Vie et travaux

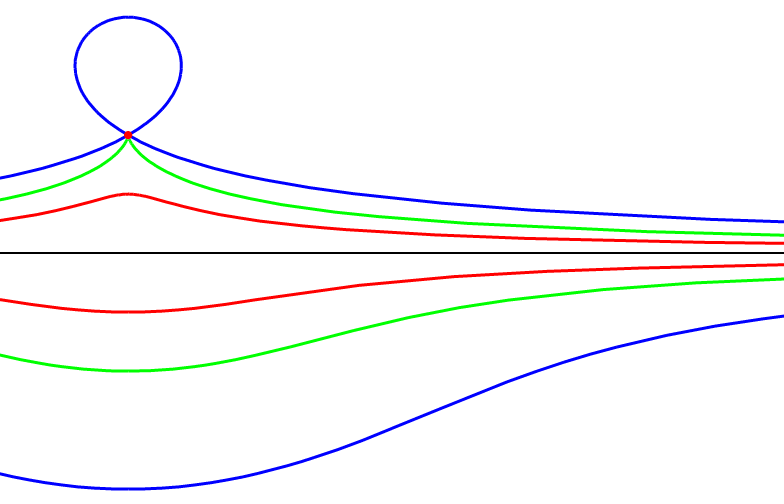
Conchoïde de Nicomède.

On ne connaît presque rien de sa vie hormis ce que l'on peut apprendre au travers de ses travaux. Il serait contemporain d'Ératosthène (à cause de sa critique de la méthode de duplication du cube de ce dernier). On sait aussi qu'Apollonios de Perga surnomme une de ses courbes « sœur de la conchoïde », suggérant que Nicomède avait déjà découvert cette fameuse courbe. Par conséquent, il est admis que Nicomède vécut après Ératosthène et avant Apollonios de Perga.
Comme beaucoup de mathématiciens spécialistes en géométrie, Nicomède s'attela à résoudre les problèmes de la duplication du cube et de la trisection de l'angle, deux problèmes qu'il est impossible de résoudre en utilisant les outils de la géométrie classique. Au cours de ses investigations, Nicomède créa la conchoïde qui porte son nom, une découverte décrite dans son fameux ouvrage Des courbes conchoïdes. On sait que Nicomède découvrit trois types distincts de conchoïdes, mais on ne sait pas quelles étaient ces conchoïdes. Pappus d'Alexandrie écrivit : « Nicomède fit la trisection de tout angle droit grâce aux courbes conchoïdes, dont il avait énoncé la construction, l'ordre et les propriétés, étant lui-même le découvreur de leur caractère particulier. »
Nicomède utilisa également la quadratrice d'Hippias d'Élis pour résoudre la quadrature du cercle, car selon Pappus, « pour la quadrature du cercle fut utilisée par Dinostratos, Nicomède, et plus tard par d'autres personnes, une certaine courbe qui tire directement son nom de cette propriété, car elle fut nommée par eux quadratrice [qui rend carré]. » Eutocius d'Ascalon mentionne que Nicomède « fit preuve d'une fierté immodérée concernant la découverte de cette courbe, l'opposant au mécanisme d'Ératosthène destiné à trouver autant de moyennes proportionnelles que voulu, auquel il objectait qu'il est sur le fond et la forme contraire à tout l'esprit géométrique ».